# Jeremy Irons
Jeremy John Irons (Cowes, Illa de Wight, 19 de setembre de 1948) és un actor de cinema, televisió i teatre anglès. Ha guanyat nombrosos premis en reconeixement de la seva tasca un Oscar, un Tony, un Screen Actors Guild Award, dos premis Emmy, dos Globus d'Or, i un César.

## Biografia
Irons va néixer a Cowes, a l'anglesa Illa de Wight, fill de Barbara Anne Sharpe, mestressa de casa, i Paul Dugan Irons, un comptable; part dels seus avantpassats materns són d'Irlanda.
Té un germà, Christopher, i una germana, Felicity, tots dos més grans. Va ser educat a Sherborne School a Dorset, (1962-1966). Va assolir certa fama com a intèrpret de bateria i d'harmònica en una banda escolar de quatre components, anomenada the Four Pillars of Wisdom (els Quatre Pilars de la Saviesa). Solien actuar a l'aula que es feia servir com a laboratori de Física.
L'any 1969 va estar casat amb Julie Hallam, matrimoni que va ser anul·lat. El 1978 va casar-se amb Sinéad Cusack, amb qui té dos fills: en Samuel James (nascut el 16 de setembre de 1978) i Maximilian Paul (nascut el 17 d'octubre de 1985).

## Carrera
Irons es va formar com a actor al Bristol Old Vic Theatre School i actualment és el president de la fundació homònima. El seu debut a l'escena londinenca va ser en el paper de Joan Baptista a Godspell, obra que va inaugurar el Round House el 17 de novembre de 1971 abans de traslladar-se al Wyndham's Theatre.

### Televisió
Va fer algunes aparicions a la televisió britànica als anys setanta del segle xx, en sèries infantils com Play Away i en el paper de Franz Liszt a la BBC.
Però el paper que li va dur la fama va ser el de Charles Ryder en l'adaptació televisiva de l'obra d'Evelyn Waugh, Retorn a Brideshead el 1981. Brideshead va propiciar el seu retrobament amb l'actor Anthony Andrews, amb qui havia treballat set anys abans en una altra sèrie, Els Pallisers.

## Filmografia
- 1981: La dona del tinent francès (The French Lieutenant's Woman)
- 1982: Treball clandestí
- 1983: Betrayal
- 1986: La missió (The Mission)
- 1988: Inseparables (Dead Ringers)
- 1989: Danny, campió del món (Roald Dahl's Danny, The Champion of the World)
- 1990: El misteri Von Bulow (Reversal of Fortune)
- 1991: Kafka
- 1992: El país de l'aigua (Waterland)
- 1992: Ferida (Damage)
- 1993: Madame Butterfly (M. Butterfly)
- 1993: La casa dels esperits (The House of the Spirits)
- 1994: The Lion King
- 1995: Die Hard: With a Vengeance
- 1996: Bellesa robada (Stealing Beauty)
- 1997: Chinese Box
- 1997: Lolita
- 1998: L'home de la màscara de ferro (The Man in the Iron Mask)
- 1999: Poseidon's Fury: Escape from the Lost City
- 2000: Dungeons & Dragons
- 2001: El quart àngel (The Fourth Angel)
- 2002: Callas Forever
- 2002: And Now... Ladies and Gentelmen
- 2002: Last Call
- 2002: La màquina del temps (The Time Machine)
- 2003: School Story 3
- 2003: Hittites
- 2004: Mathilde
- 2004: El mercader de Venècia (The Merchant of Venice)
- 2004: Coneixent la Julia (Being Julia)
- 2005: Gallipoli
- 2005: Kingdom of Heaven
- 2005: Casanova
- 2006: Inland Empire
- 2006: Eragon
- 2006: Elizabeth I (minisèrie de televisió)
- 2008: The Colour of Magic (minisèrie de televisió)
- 2008: Appaloosa
- 2009: The Pink Panther 2
- 2011: Margin Call
- 2012: El lladre de paraules
- 2016: Batman contra Superman: L'alba de la justícia
- 2016: La seva millor història
- 2017: Justice League
- 2018: Red Sparrow
- 2019: Watchmen (sèrie de televisió)
- 2020: Amor, bodes i altres desastres

## Premis i nominacions

### Premis
- 1984: Premi Tony al millor intèrpret en paper principal per The Real Thing
- 1991: Oscar al millor actor per El misteri Von Bulow
- 1991: Globus d'Or al millor actor dramàtic per El misteri Von Bulow
- 1997: Premi Donostia
- 1997: Primetime Emmy al millor doblatge per The Great War and the Shaping of the 20th Century
- 2002: César d'honor
- 2006: Primetime Emmy al millor actor en minisèrie o telefilm per Elizabeth I
- 2007: Globus d'Or al millor actor secundari en minisèrie o telefilm per Elizabeth I

### Nominacions
- 1982: BAFTA al millor actor per La dona del tinent francès
- 1982: Primetime Emmy al millor actor en sèrie o especial per Retorn a Brideshead
- 1983: Globus d'Or al millor actor en minisèrie o telefilm per Retorn a Brideshead
- 1987: Globus d'Or al millor actor dramàtic per La missió
- 2010: Globus d'Or al millor actor en minisèrie o telefilm per Georgia O'Keeffe
- 2012: Globus d'Or al millor actor en sèrie dramàtica per The Borgias
- 2014: Primetime Emmy al millor narrador per Big Cat Week